# Periacto
El Periacto era un artificio que utilizaban los griegos en el teatro para cambiar el decorado. 
Consistía en un aparato prismático de revolución con un paisaje diferente pintado en cada una de sus tres caras. Había un periacto en cada lado del escenario, y al girar quedaba cambiada la decoración.
Esta novedad técnica fue inventada por Sófocles y utilizada por primera vez en la presentación de su obra Edipo Rey, donde el periacto de la derecha mostraba la ciudad y el de la izquierda la campiña.
- Datos: Q6072414